# (18811) 1999 KJ1
(18811) 1999 KJ1 est un astéroïde de la ceinture principale d'astéroïdes découvert en 1999.

## Description
(18811) 1999 KJ1 a été découvert le 18 mai 1999 à Višnjan, une municipalité située dans le comitat d'Istrie en Croatie, par Korado Korlević.

### Caractéristiques orbitales
L'orbite de cet astéroïde est caractérisée par un demi-grand axe de 2,80 UA, un périhélie de 2,010 UA, une excentricité de 0,25 et une inclinaison de 9,71° par rapport à l'écliptique. Du fait de ces caractéristiques, à savoir un demi-grand axe compris entre 2 et 3,2 UA et un périhélie supérieur à 1,666 UA, il est classé, selon la JPL Small-Body Database, comme objet de la ceinture principale d'astéroïdes.

### Caractéristiques physiques
(18811) 1999 KJ1 a une magnitude absolue (H) de 13,6 et un albédo estimé à 0,267.